# Carolinea (Zeitschrift)
Carolinea ist eine jährlich erscheinende Fachzeitschrift des Staatlichen Museums für Naturkunde Karlsruhe. Sie wird gemeinsam mit der Bezirksstelle für Naturschutz und Landschaftspflege Karlsruhe des Landes Baden-Württemberg sowie dem Naturwissenschaftlichen Verein Karlsruhe herausgegeben. Sie setzt seit 1982 mit Band 40 die Beiträge zur naturkundlichen Forschung in Südwestdeutschland fort, bis Band 70 aus dem Jahr 2012 führte Carolinea noch als Untertitel Beiträge zur naturkundlichen Forschung in Südwestdeutschland. Die Beiträge zur naturkundlichen Forschung in Südwestdeutschland waren seit 1936 jährlich, mit kriegsbedingten Unterbrechungen, erschienen.

## Inhaltliche Ausrichtung
Inhalte sind naturkundliche Arbeiten und Mitteilungen aus dem südwestdeutschen Raum bzw. aus dem Naturkundemuseum Karlsruhe.
Mit der Umbenennung in Carolinea soll sich diese auf den südwestdeutschen Raum beziehen (in Nord-Süd-Richtung zwischen Bodensee und Main, in Ost-West-Richtung zwischen Neckar und Vogesen) konzentrieren, Beiträge mit mehr überregionalem Charakter werden in der Schwesterzeitschrift Andrias veröffentlicht. Carolinea verfolgt das Ziel, „[zu einer] für ein größeres Publikum attraktiven, regionalen, naturkundlichen Zeitschrift und zugleich zu einer informativen Museumspublikation [zu werden].“ (Siegfried Rietschel: Carolinea Nr. 40).

## Beihefte
Von 1972 bis 1999 erschienen in unregelmäßigen Abständen insgesamt 14 Beihefte, zunächst noch als Beiheft zu den Beiträgen zur naturkundlichen Forschung in Südwestdeutschland, später dann als Beiheft zu Carolinea.

## Verfügbarkeit
Carolinea ist für Mitglieder des Naturwissenschaftlichen Vereins Karlsruhe im Beitrag enthalten. Vergriffene Bände können in der Bibliothek des Vereins eingesehen werden.
Sowohl  Carolinea als auch die Beiträge zur naturkundlichen Forschung in Südwestdeutschland sind online in ZOBODAT verfügbar.